# Barry Brown (acteur)
Barry Brown, né le 19 avril 1951 à San José, Californie et mort le 27 juin 1978 à Silver Lake, Los Angeles, Californie, est un acteur américain.

## Filmographie partielle
- 1972 : Les rebelles viennent de l'enfer de Robert Benton
- 1974 : Daisy Miller de Peter Bogdanovich
- 1974 : Haute Tension (The Ultimate Thrill) de Robert Butler
- 1976 : The Disappearance of Aimee de Anthony Harvey (téléfilm)
- 1978 : Piranhas de Joe Dante